# 圣叙尔皮斯站
圣叙尔皮斯站（法語：Gare de Saint-Sulpice (Tarn)），是法国的一个铁路车站，位于法国西南部市镇圣叙尔皮斯拉潘特。
为区分圣叙尔皮斯-洛里耶尔站，本站有时又称"圣叙尔皮斯拉潘特站"或"圣叙尔皮斯站 (塔恩省)"。

## 位置
圣叙尔皮斯站位于圣叙尔皮斯拉潘特市区的西部，塔恩河左岸，布里夫－图卢兹铁路365.947公里处，蒙托邦－拉克雷马德铁路亦在此交汇，但前往蒙托邦方向的铁路已废弃。圣叙尔皮斯站距离图卢兹大约32公里，大致呈西南-东北走向，开口朝东南，面向圣叙尔皮斯拉潘特镇中心。
2013年，图卢兹和圣叙尔皮斯之间的铁路完成了复线改造，其运输效率大幅提升。

## 设施
圣叙尔皮斯站设有人工售票窗口，其开放时间如下：
- 周一至周四：6:00~12:00和12:30~19:40
- 周五：6:45~12:00和12:30~19:50
- 周六：9:50~13:00和14:00~18:10
- 周日及节假日：14:25~20:20

此外，圣叙尔皮斯站站内还设有自动售票机等设施。

## 停靠线路
以下列车线路在圣叙尔皮斯站停靠：
| 圣叙尔皮斯站列车线路表     |      |                         |                                  |              |
| 线路                       | 车种 | 上一站                  | 下一站                           | 大致运行频率 |
| 罗德兹—图卢兹              | TER  | 拉巴斯唐斯              | 蒙塔斯特吕克/图卢兹              | 每天10趟左右 |
| 卡尔莫/阿尔比—图卢兹       | TER  | 塔恩河畔利勒/拉巴斯唐斯 | 罗克塞里耶尔/蒙塔斯特吕克/图卢兹 | 每天9趟左右  |
| 克莱蒙费朗/欧里亚克—图卢兹 | TER  | 拉巴斯唐斯              | 图卢兹                           | 每天4趟左右  |
| 菲雅克—图卢兹              | TER  | 拉巴斯唐斯              | 蒙塔斯特吕克/图卢兹              | 每天2趟左右  |
| 图卢兹—马扎梅              | TER  | 蒙塔斯特吕克            | 莱科基尤                         | 每天11趟左右 |
| 1.                         |      |                         |                                  |              |

## 配套交通

### 长途客车
| 停靠圣叙尔皮斯站的大巴车 |                | |
| 上下车地点               | 运营单位       | 主要线路及目的地 |
| 圣叙尔皮斯站门口         | SNCF Car TER   | - 2号线：图卢兹、阿尔比 - 9号线：图卢兹、卡斯特尔、马扎梅 - 当某条铁路线施工或罢工时，SNCF可能也会提供途径该线路沿途站点的大巴车 |
| 圣叙尔皮斯站门口         | 塔恩省城际客运 | - 709线：阿尔比、盖亚克、拉沃尔 - 765线：拉沃尔、Vielmur、卡斯特尔                                                               |
| 圣叙尔皮斯市中心         | 塔恩省城际客运 | - 702线：拉巴斯唐斯、盖亚克、阿尔比                                                                                              |
| 1. 2. 3. 4.              |                | |

### 市内交通
圣叙尔皮斯站附近暂无固定的城市公共交通线路经过。

### 社会车辆
圣叙尔皮斯站门口设有社会机动车辆及自行车停车场。

## 临近车站
| 圣叙尔皮斯站（Gare de Saint-Sulpice） |                        |                            |
| 上行车站                              | 线路                   | 下行车站                   |
| 拉巴斯唐斯-孔富勒站 5.5km ←           | 布里夫－图卢兹铁路     | 罗克塞里耶尔比泽站 → 5.7km |
| （已关闭）                            | 蒙托邦－拉克雷马德铁路 | 莱科基尤站 → 8.8km         |
| - 本表仅显示运营中的线路及车站        |                        |                            |